# Rate-bor
Rate-bor[kilde mangler] er i den nordiske mytologi navnet på det bor (naver), som ifølge  Snorre Sturlasson blev anvendt af jætten Suttungs bror Bauge for at bore et hul i bjerget Hnitbjerg, hvor skjaldemjøden blev opbevaret. Odin, der brugte dæknavnet Bølværk overvågede arbejdet. Da borehullet var færdigt, forvandlede Bølværk sig til en slange og krøb ind i bjerget for at stjæle mjøden, hvilket lykkedes. Fortællingen findes i Skáldskaparmál, kapitel G58.
| Nordisk mytologi | Spire Denne artikel om nordisk religion og mytologi er en spire som bør udbygges. Du er velkommen til at hjælpe Wikipedia ved at udvide den. |